# ルナ23号

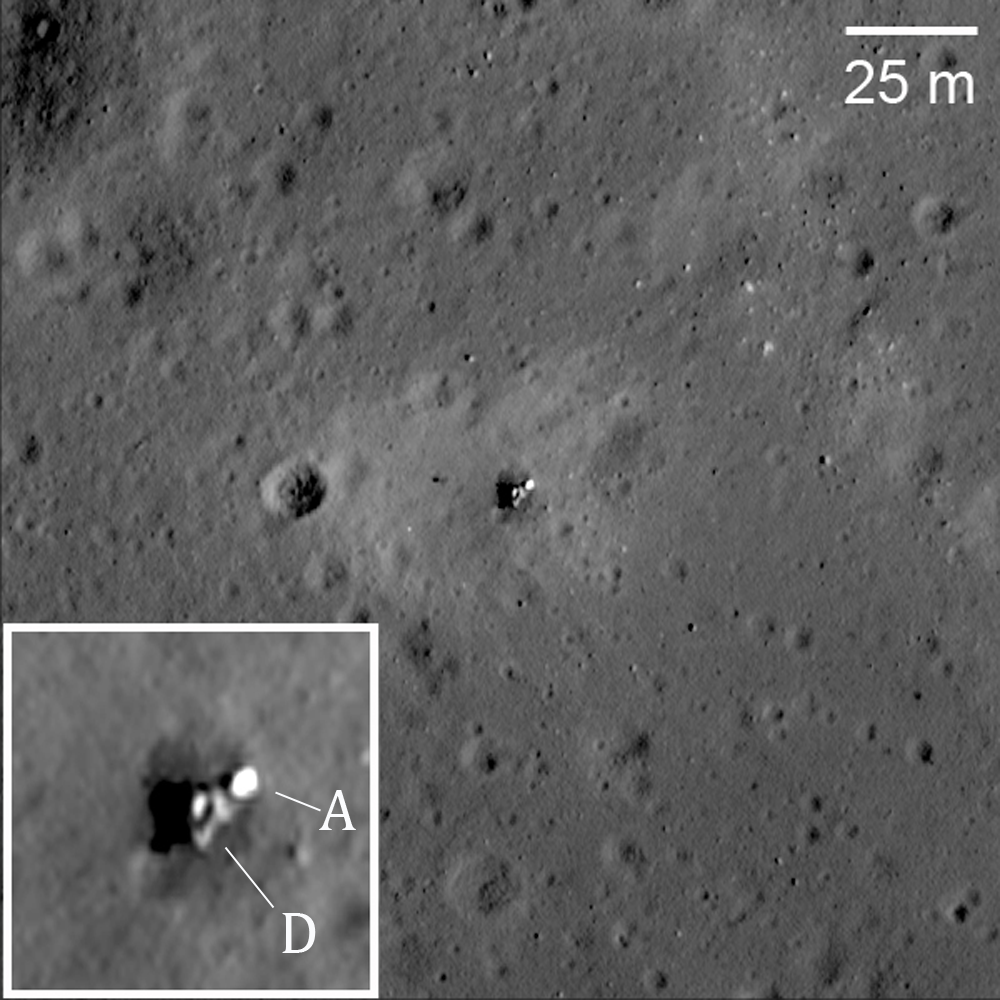
ルナー・リコネサンス・オービターが撮影したルナ23号の着陸地点。左下は拡大写真で、Aは上昇ステージ、Dは降下ステージを表す。探査機は着陸の際に横転して損傷したと考えられている。

ルナ23号（ロシア語: Луна-23）とは、1974年にソ連が打ち上げた無人月探査機である。無人サンプルリターンを意図していたが、着陸の際に探査機が損傷して失敗した。

## 飛行
ルナ23号は、1974年10月28日13時30分（UTC）にバイコヌール宇宙基地からプロトンロケットにより打ち上げられた。探査機は月周回軌道に投入された後、危難の海に着陸した。予定では月の岩石を収集して地球へ向けて打ち上げるはずだったが、着陸の際にダメージを受けたため装置が働かなかった。2012年にルナー・リコネサンス・オービター (LRO) が公開した画像によると、ルナ23号は月面に高速で着地した後に横転したと見られている。探査機の通信機能は損傷に耐え、着陸後3日間ほど月面から電波を送信した。
1976年8月、当機の付近に同型機のルナ24号が着陸し、サンプルリターンを成功させた。LROの撮影した写真によれば、23号と24号の着陸地点は直線距離で2.3kmしか離れていない。
2010年5月21日、2010 KQと呼ばれる特異な小天体が地球に接近した。この天体は探査機の打ち上げに使用された後、太陽周回軌道に投棄されたロケットの残骸である可能性が高く、ルナ23号を打ち上げたプロトンロケットの第4段かもしれないと考えられている。